# سيليكات الزركونيوم الرباعي
 سيليكات الزركونيوم الرباعي مركب كيميائي له الصيغة ZrSiO4، ويكون على شكل مسحوق بلوري أبيض عديم الرائحة عندما يكون في الحالة النقية، وقد يتلون بألوان مختلفة في حال وجود شوائب.

## الخواص
- يعد سيليكات الزركونيوم من المركبات شديدة الثباتية، فهو لا ينحل في الماء ولا في الأحماض، حتى في الماء الملكي، أو في القلويات. لدى مركب سيليكات الزركونيوم نقطة انصهار مرتفعة نسبياً تتجاوز 2500 °س.
- يتمتع سيليكات الزركونيوم بقساوة عالية يبلغ مقدارها 7.5 على مقياس موس.[3]

## الوفرة الطبيعية والتحضير
يوجد سيليكات الزركونيوم في الطبيعة على شكل معدن الزركون. يجري تعدين الخامة من التوضعات الطبيعية لها ثم تنقى باستخدام تقنيات عدة، حيث يفصل من الرمل بواسطة طرق كهربائية ساكنة أو كهرومغناطيسية.
يمكن تحضير المركب أيضاً من صهر ثنائي أكسيد السيليكون SiO2 مع ثنائي أكسيد الزركونيوم ZrO2 في فرن القوس الكهربائي. أو من تفاعل ملح منحل للزركونيوم مع سيليكات الصوديوم.

## الاستخدامات
- يستخدم سيليكات الزركونيوم في صناعة المواد المقاومة للحرارة وذلك في تطبيقات تتطلب مقاومة كيميائية للقلويات والأحماض. كما يستعمل في صناعة السيراميك وبعض أنواع الإسمنت.
- تستخدم طبقات رقيقة من سيليكات الزركونيوم وسيليكات الهافنيوم، والتي يحصل عليها من الترسيب الكيميائي للبخار، وذلك كمواد لها ثابت عزل مرتفع كبديل عن ثنائي أكسيد السيليكون في صناعة أشباه الموصلات.[4]